# ألعاب بارالمبية صيفية
الألعاب البارالمبية الصيفية، والمعروفة أيضًا باسم ألعاب البارالمبياد, هي حدث رياضي دولي متعدد الرياضات يشارك فيه رياضيون ذوو إعاقات جسدية. يشمل ذلك الرياضيين ذوي إعاقات الحركة، مبتوري الأطراف، المكفوفين، والمصابين بالشلل الدماغي. تُقام الألعاب البارالمبية كل أربع سنوات، بتنظيم من اللجنة البارالمبية الدولية. تُمنح الميداليات في كل حدث، حيث تُمنح الميداليات الذهبية للمركز الأول، والفضية للمركز الثاني، والبرونزية للمركز الثالث، وهي تقليد بدأته الألعاب الأولمبية عام 1904.
استضافت الولايات المتحدة، المملكة المتحدة، واليابان الألعاب البارالمبية الصيفية مرتين لكل منها. استضافت إحدى عشرة دولة أخرى الألعاب البارالمبية الصيفية مرة واحدة، وتشمل هذه القائمة: أستراليا، البرازيل، كندا، الصين، فرنسا، ألمانيا، اليونان، إسرائيل، إيطاليا، هولندا، كوريا الجنوبية، وإسبانيا.
اعتبارًا من دورة الألعاب البارالمبية الصيفية 2024، شاركت أربع عشرة دولة في جميع نسخ الألعاب الصيفية:
الأرجنتين، أستراليا، النمسا، بلجيكا، فرنسا، بريطانيا العظمى، إيرلندا، إسرائيل، إيطاليا، اليابان، هولندا، السويد، سويسرا، والولايات المتحدة شاركت في جميع دورات الألعاب البارالمبية الصيفية. من هذه القائمة، حققت حوالي 6 دول ميداليات ذهبية في جميع النسخ حتى عام 2024: أستراليا، فرنسا، بريطانيا العظمى، إيطاليا، هولندا، والولايات المتحدة.
تصدرت الولايات المتحدة ترتيب الميداليات في ثمانية من دورات الألعاب البارالمبية الصيفية: 1964، 1968، 1976، 1980، 1984، 1988، 1992 و1996. كانت الصين الدولة المتصدرة في الدورات الست الأخيرة: 2004، 2008، 2012، 2016، 2020 و2024. حققت ثلاث دول أخرى هذا الإنجاز مرة واحدة على الأقل: إيطاليا (1960)، ألمانيا (1972) وأستراليا (2000).

## التأهل
تُحدد قواعد التأهل لكل رياضة من الرياضات البارالمبية من قبل الاتحاد الدولي (IF) الذي يشرف على المنافسات الدولية لتلك الرياضة.

## التاريخ
أُقيمت أول دورة رسمية للألعاب البارالمبية في روما، إيطاليا، عام 1960. شارك 400 رياضي من 23 دولة في ألعاب 1960، حيث كان المتنافسون من الرياضيين على الكراسي المتحركة فقط.
في ألعاب 1976 الصيفية، تم إدراج رياضيين من ذوي إعاقات مختلفة لأول مرة في الألعاب البارالمبية الصيفية. مع إضافة تصنيفات جديدة للإعاقة، توسعت ألعاب 1976 الصيفية لتشمل 1600 رياضي من 40 دولة.
كانت الألعاب البارالمبية الصيفية 1988 أول دورة تُقام في نفس الملاعب (وبالتالي استخدام نفس المنشآت) التي استضافت الأولمبياد في ذلك العام. منذ ذلك الحين، تقام جميع الألعاب البارالمبية في نفس المدينة التي تستضيف الأولمبياد، مع فارق زمني لمدة أسبوعين بينهما.
استضافت مدينة ريو دي جانيرو الألعاب البارالمبية الصيفية 2016، لتصبح بذلك أول مدينة في أمريكا اللاتينية وأمريكا الجنوبية تستضيف الألعاب الصيفية أو الشتوية. استضافت طوكيو الألعاب البارالمبية الصيفية 2020، مما جعلها أول مدينة تستضيف الألعاب مرتين.

## التصنيف الوظيفي

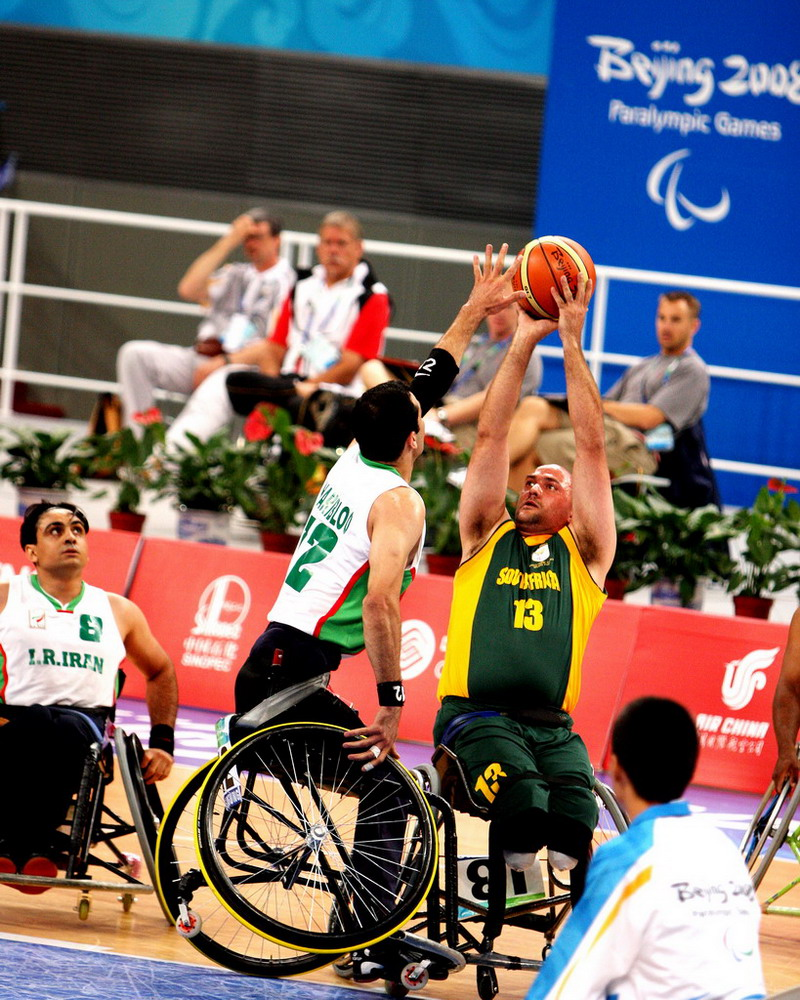
مباراة كرة سلة على الكراسي المتحركة في الألعاب البارالمبية الصيفية 2008

يتم تصنيف جميع المشاركين في الألعاب البارالمبية حسب إعاقتهم في واحدة من عشر فئات الإعاقة؛ ضعف القوة العضلية، ضعف نطاق الحركة السلبي، نقص الأطراف، اختلاف طول الساقين، القامة القصيرة، فرط التوتر، الرنح، الكنع، ضعف البصر والإعاقة الذهنية. لكل رياضة بارالمبية تصنيفاتها الخاصة، حسب المتطلبات البدنية المحددة للمنافسة. يتم إعطاء الأحداث رموزاً تتألف من أرقام وحروف تصف نوع الحدث وتصنيف الرياضيين المتنافسين. بعض الرياضات، مثل ألعاب القوى، تقسم الرياضيين حسب فئة الإعاقة وشدتها، بينما تجمع رياضات أخرى، مثل السباحة، بين المنافسين من فئات مختلفة، حيث يكون الفصل الوحيد على أساس شدة الإعاقة. ضمن فئات الإعاقة العشر، لا يزال يجب تقسيم الرياضيين حسب مستوى الإعاقة. تختلف أنظمة التصنيف من رياضة لأخرى وتهدف إلى تحقيق المساواة في الفرص لتسمح لأكبر عدد ممكن من الرياضيين بالمشاركة. تختلف التصنيفات حسب المهارات المختلفة المطلوبة لأداء الرياضة.
الرماية:
الرماية متاحة للرياضيين ذوي الإعاقة البدنية. يتم تقسيم التصنيفات إلى ثلاث فئات: W1، الرياضيون المصابون في النخاع الشوكي والمصابين بالشلل الدماغي الذين يعانون من إعاقة في الأطراف الأربعة. W2، مستخدمو الكراسي المتحركة الذين يتمتعون بوظيفة كاملة للذراعين. W3، مبتورو الأطراف، Les Autres والرياضيون المصابون بالشلل الدماغي الذين يقفون. قد يجلس بعض الرياضيين في المجموعة الواقفة على مقعد مرتفع للدعم، ولكن يجب أن تبقى أقدامهم ملامسة للأرض.
ألعاب القوى:
ألعاب القوى متاحة لجميع فئات الإعاقة وتستخدم نظام التصنيف الوظيفي. دليل التصنيف الموجز كالتالي: يُضاف الرمز F للرياضيين في المنافسات الميدانية أو T للرياضيين في السباقات. F أو T 11–13 للمكفوفين وضعاف البصر، F أو T 20 لذوي الإعاقة الذهنية، F أو T 32–38 للمصابين بالشلل الدماغي، F أو T 40–46 للمبتورين وفئة Les Autres، T 51–54 لسباقات الكراسي المتحركة، وF 51–58 للرياضيين في المنافسات الميدانية باستخدام الكراسي المتحركة.
كرة السلة:
كرة السلة متاحة للرياضيين على الكراسي المتحركة. يتم تصنيف الرياضيين على الكراسي المتحركة حسب قدراتهم البدنية ويتم منحهم تقييمًا بالنقاط يتراوح بين 0.5 – 4.5. الأفراد الذين يحصلون على تقييم 0.5 هم الأكثر إعاقة، في حين أن الذين يحصلون على 4.5 هم الأقل إعاقة. يتكون الفريق على أرض الملعب من خمسة لاعبين ولا يجوز أن يتجاوز مجموع النقاط 14 في أي وقت.
البوتشيا:
البوتشيا متاحة للرياضيين المصابين بالشلل الدماغي أو الحالات العصبية ذات الصلة الذين يتنافسون من على الكراسي المتحركة. يتم تقسيم التصنيفات إلى أربع مجموعات:
1. BC1: الرياضيون هم إما يرمون أو يستخدمون القدم (من المصابين بالشلل الدماغي). يمكنهم المنافسة بمساعدة مساعد.
2. BC2: للرياضيين الذين يرمون (من المصابين بالشلل الدماغي). لا يُسمح بوجود مساعد.
3. BC3: الرياضيون (من ذوي الإعاقة الشديدة) الذين يستخدمون جهازًا مساعدًا ويمكن مساعدتهم من قبل شخص، ولكن يجب أن يكون المساعد مدبرًا ظهره للملعب.
4. BC4: للرياضيين الذين يرمون. لا يُسمح بوجود مساعد (غير المصابين بالشلل الدماغي).[8]

ركوب الدراجات:
ركوب الدراجات متاح للرياضيين المبتورين، وفئة Les Autres، والمصابين بالشلل الدماغي والمكفوفين الذين يتنافسون في سباق الطريق الفردي والمنافسات الميدانية. يتم تقسيم التصنيفات إلى ثلاث فئات: 2، 3 و4. الرياضيون في الفئة الثانية هم الأكثر إعاقة، بينما الرياضيون في الفئة الرابعة يتمتعون بقدرات وظيفية أعلى. يتنافس الرياضيون المكفوفون معًا دون نظام تصنيف منفصل، حيث يركبون دراجات ترادفية مع مرشد مبصر. يتنافس مبتورو الأطراف والمصابون بإصابات في النخاع الشوكي وفئة Les Autres ضمن مجموعات التصنيف LC1 – للرياضيين الذين يعانون من إعاقة في الأطراف العلوية، LC2 – للرياضيين الذين يعانون من إعاقة في ساق واحدة ولكنهم قادرون على الدوس بشكل طبيعي، LC3 – بشكل رئيسي للرياضيين الذين يعانون من إعاقة في أحد الأطراف السفلية وعادة ما يدوسون بإحدى الساقين فقط، وLC4 للرياضيين الذين تؤثر إعاقتهم على كلا الساقين.
الفروسية:
الفروسية متاحة لجميع فئات الإعاقة، ويتم تقسيم المتسابقين إلى أربع درجات. الدرجة 1 تشمل المتسابقين الذين يعانون من إعاقات شديدة مثل الشلل الدماغي، فئة Les Autres وإصابات النخاع الشوكي. الدرجة 2 تشمل المتسابقين المصابين بالشلل الدماغي، فئة Les Autres، إصابات النخاع الشوكي والمبتورين الذين يتمتعون بتوازن وتحكم بطني معقول. الدرجة 3 مخصصة للمصابين بالشلل الدماغي، فئة Les Autres، مبتوري الأطراف، إصابات النخاع الشوكي والرياضيين المكفوفين تمامًا الذين يتمتعون بتوازن جيد وحركة وتنسيق للأرجل. الدرجة 4 تشمل الرياضيين الذين يعانون من الشلل الدماغي، فئة Les Autres، بتر الأطراف، إصابات النخاع الشوكي و/أو ضعاف البصر. هذه المجموعة الأخيرة تضم الرياضيين الذين يمشون مع وجود ضعف في الرؤية أو ضعف في وظيفة الذراع/الساق.
المبارزة:
المبارزة متاحة للرياضيين على الكراسي المتحركة. هناك ثلاث فئات فقط؛ الفئة A تشمل الرياضيين الذين يتمتعون بتوازن جيد وحركة كاملة للجذع؛ الفئة B هي للرياضيين الذين يعانون من ضعف في التوازن والتعافي ولكن يتمتعون باستخدام كامل لأحد أو كلا الطرفين العلويين؛ والفئة C هي للرياضيين الذين يعانون من إعاقات شديدة في جميع الأطراف الأربعة.
كرة القدم:
هناك شكلان لكرة القدم يتم لعبهما في الألعاب البارالمبية. الأول هو كرة القدم 5-a-side، وهي مفتوحة للرياضيين ضعاف البصر. الثاني هو كرة القدم 7-a-side، وهي مفتوحة للرياضيين المصابين بالشلل الدماغي. كرة القدم 5-a-side مفتوحة لجميع الرياضيين ضعاف البصر. نظرًا لوجود مستويات مختلفة من ضعف البصر، يُطلب من جميع اللاعبين باستثناء حارس المرمى (الذي يعمل كمرشد) ارتداء عصابات للعين. أبعاد الملعب أصغر من كرة القدم العادية، ويوجد فقط خمسة لاعبين على أرض الملعب، والكرة تصدر صوتًا. بخلاف ذلك، فإن القواعد هي نفسها تمامًا كما في كرة القدم العادية. يتنافس الرياضيون في كرة القدم 7-a-side في فئات 5، 6، 7 و8. جميع الفئات تضم رياضيين قادرين على المشي؛ الفئة 5 هي الأقل قدرة جسدية، وتتصاعد إلى الفئة 8 التي تتأثر بشكل طفيف. يجب أن يتضمن الفريق لاعبًا واحدًا على الأقل من الفئة 5 أو 6. علاوة على ذلك، لا يُسمح بأكثر من ثلاثة لاعبين من الفئة 8 باللعب في نفس الوقت. بخلاف حقيقة أن اللعبة تُلعب بسبعة لاعبين، فإن بقية القواعد وأبعاد الملعب هي نفسها كما في كرة القدم العادية.
كرة الهدف:

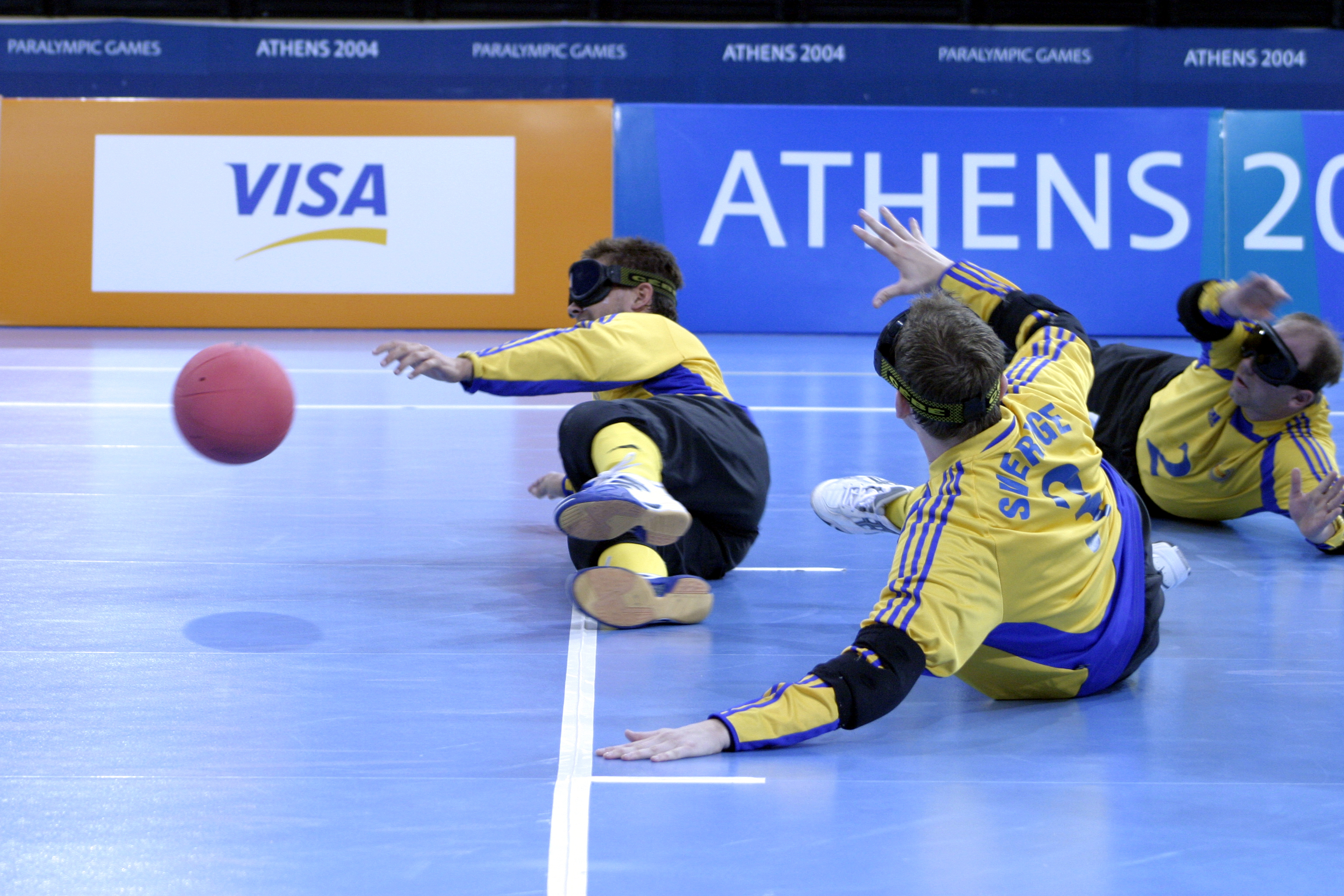
فريق الجولبول السويدي في الألعاب البارالمبية الصيفية 2004

الجولبول مفتوحة للرياضيين ضعاف البصر الذين يجب عليهم ارتداء أقنعة تعتيم لضمان تكافؤ الفرص بين جميع المشاركين، وبالتالي إلغاء الحاجة إلى التصنيف. تحتوي الكرة على جرس لمساعدة اللاعبين على التفاعل مع الكرة. يُطلب الصمت التام في المكان حتى يتمكن الرياضيون من توجيه أنفسهم وضمان الإنصاف.
الجودو:
الجودو مفتوحة للرياضيين ضعاف البصر. القواعد هي نفسها كما في الجودو العادي باستثناء أن اللاعبين يُسمح لهم بالتواصل مع خصمهم قبل بدء المباراة. لا توجد تصنيفات؛ يتم تقسيم المشاركين إلى فئات الوزن بنفس الطريقة التي يتبعها رياضيو الجودو العاديون.
رفع الأثقال:
رفع الأثقال مفتوح للرياضيين المصابين بالشلل الدماغي، إصابات النخاع الشوكي، بتر الأطراف (السفلي فقط) وفئة Les Autres. نظرًا لأن المنافسة تعتمد على قوة الجزء العلوي من الجسم، يتم تصنيف الرياضيين حسب فئات الوزن كما في مسابقات رفع الأثقال العادية.
الإبحار:
الإبحار مفتوح للرياضيين من فئات البتر، الشلل الدماغي، ضعاف البصر، إصابات النخاع الشوكي وLes Autres. هناك ثلاث فعاليات، واحدة للقوارب الفردية، القوارب المزدوجة، والقوارب الثلاثية. يعتمد التصنيف في حدث القوارب الثلاثية على نظام نقاط وظيفي، حيث يتم منح نقاط منخفضة للرياضيين ذوي الإعاقة الشديدة وتزداد النقاط تدريجيًا مع قلة الإعاقة. تقوم لجنة التصنيف بتقييم كل بحار وتحديد نقطة تتراوح من واحد إلى سبعة بناءً على مستوى قدراتهم. يُسمح لكل طاقم مكون من ثلاثة أفراد بحد أقصى 14 نقطة. في حدث القارب الفردي، يمكن لأي بحار المشاركة بغض النظر عن النقاط، ولكن يجب أن يكون لديهم مستوى إعاقة يمنعهم من المنافسة على قدم المساواة مع البحارة الأسوياء. أما حدث القارب المزدوج فهو مخصص للرياضيين ذوي الإعاقة الأكثر شدة.
الرماية:
الرماية مفتوحة للرياضيين ذوي الإعاقة البدنية. هناك فئتان فقط من المنافسة، الكراسي المتحركة والوقوف. هناك نوعان من الفعاليات، المسدس والبندقية. يتم تقسيم الرياضيين إلى فئات بناءً على وظائف الجزء العلوي من الجسم، التوازن، قوة العضلات وحركة الأطراف. الفئات الثلاث هي SH1-المتنافسون الذين لا يحتاجون إلى حامل إطلاق النار، SH2-المتنافسون الذين لا يمكنهم دعم وزن البندقية ويحتاجون إلى حامل إطلاق النار، وSH3-المتنافسون بالبندقية الذين يعانون من ضعف بصري.
السباحة:

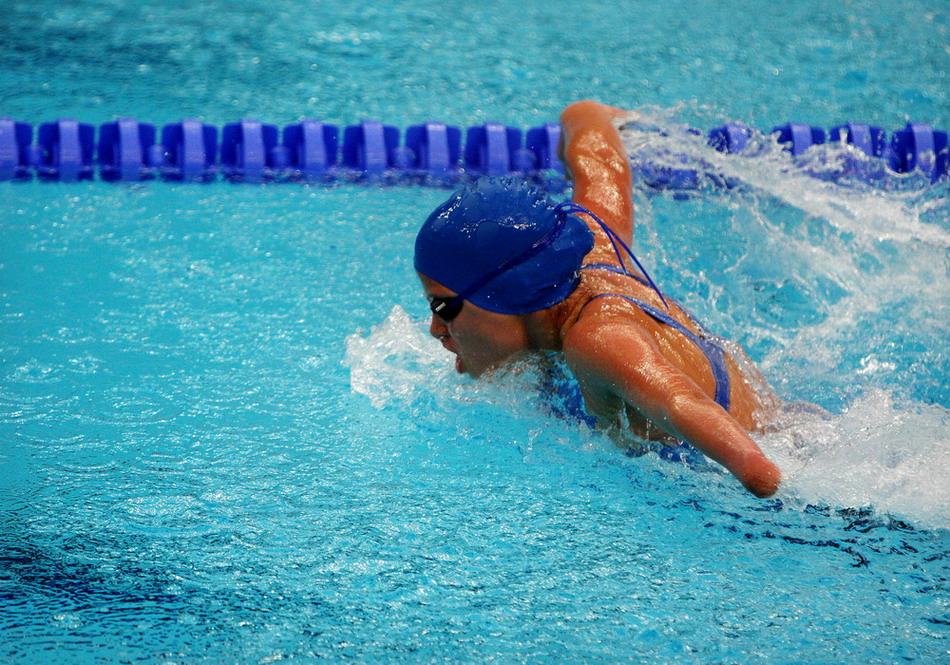
رياضية بارالمبية في منافسة الفراشة للنساء في الألعاب البارالمبية الصيفية 2008

تتميز منافسات السباحة البارالمبية بجميع الأنماط الأربعة المستخدمة في منافسات السباحة العادية. يتم تقسيم التصنيف إلى ثلاث مجموعات: S1 إلى S10 هم الذين لديهم إعاقة جسدية. S1 هم الذين يعانون من إعاقة شديدة، بينما S10 تكون إعاقتهم أقل. يتم تقييم الرياضيين بناءً على قوة العضلات، نطاق حركة المفاصل، طول الأطراف وتنسيق الحركة. S11 إلى S13 هم الذين يعانون من إعاقة بصرية. S11 يكون لديهم القليل من البصر أو لا يرون، S12 يستطيعون التعرف على شكل اليد ولديهم بعض القدرة على الرؤية، S13 لديهم رؤية أكبر من الفئتين السابقتين ولكن أقل من 20 درجة. S14 مخصصة للرياضيين الذين يعانون من صعوبة في التعلم.
تنس الطاولة:
تنس الطاولة مفتوح للرياضيين ذوي الإعاقة البدنية. تشمل المنافسات الفردية، الزوجية، والفرق. تتألف المباراة من 5 مجموعات، كل منها مكونة من 11 نقطة. يتم تقسيم الرياضيين إلى عشر فئات بناءً على مستوى الوظيفة. الفئات من 1 إلى 5 مخصصة للرياضيين الذين يتنافسون من كرسي متحرك، مع كون الفئة 1 هي الأكثر إعاقة والفئة 5 هي الأقل. الفئات من 6 إلى 10 مخصصة للرياضيين القادرين على المشي، حيث تكون الفئة 6 الأكثر إعاقة والفئة 10 الأقل.
التنس:
التنس في الألعاب البارالمبية يُلعب بنفس القواعد مثل التنس العادي، مع استثناء أن الكرة يُسمح لها بالارتداد مرتين، ويجب أن تكون المرة الأولى داخل حدود الملعب. التنس مفتوح للرياضيين الذين يعانون من إعاقة حركية تمنعهم من المنافسة على قدم المساواة مع لاعبي التنس العاديين. اللعبة تُلعب من كرسي متحرك، وهناك فئتان: الشلل النصفي (حيث يجب أن يكون هناك فقدان دائم وجوهري لوظيفة في ساق واحدة على الأقل) والشلل الرباعي (حيث يجب أن يكون هناك فقدان دائم وجوهري لوظيفة في ثلاثة أطراف على الأقل).
الكرة الطائرة:
الكرة الطائرة مفتوحة للرياضيين ذوي الإعاقة البدنية وتُلعب من وضع الجلوس. في الكرة الطائرة الجلوس، يكون الملعب أصغر من الملعب العادي ويكون الشبك أقل. في الألعاب الجلوس، القاعدة الوحيدة للتصنيف هي أن كل فريق يمكن أن يضم لاعباً واحداً فقط يندرج تحت قاعدة الحد الأدنى للإعاقة، والتي تنص على أن إعاقته تمنعه من المنافسة على قدم المساواة مع الرياضيين العاديين. باقي اللاعبين في الفريق يجب أن يُظهروا مستوى أعلى من الإعاقة.
الرجبي على الكراسي المتحركة:
يتم تصنيف الرياضيين في نظام نقاط مشابه لكرة السلة على الكراسي المتحركة، حيث يتم تصنيف الرياضي الذي يعاني من أكبر إعاقة بنصف نقطة ويزداد التصنيف حتى 3.5 نقاط. يُسمح لكل فريق بوجود أربعة لاعبين على أرض الملعب بحد أقصى يبلغ ثماني نقاط في أي وقت.

## جدول ميداليات الألعاب البارالمبية
مع الإشارة إلى أفضل عشرين دولة ووفقًا للبيانات الرسمية لـ اللجنة البارالمبية الدولية.

### ألعاب بارالمبية صيفية (1960–2020)
*   البلد المضيف (مضيف)
| المرتبة | NOC                    | ذهبية | فضية | برونزية | المجموع |
| ------- | ---------------------- | ----- | ---- | ------- | ------- |
| 1       | الولايات المتحدة (USA) | 808   | 736  | 739     | 2283    |
| 2       | بريطانيا العظمى (GBR)  | 667   | 621  | 626     | 1914    |
| 3       | الصين (CHN)            | 535   | 400  | 302     | 1237    |
| 4       | كندا (CAN)             | 400   | 338  | 346     | 1084    |
| 5       | أستراليا (AUS)         | 389   | 422  | 394     | 1205    |
| 6       | فرنسا (FRA)            | 357   | 362  | 373     | 1092    |
| 7       | ألمانيا الغربية (FRG)* | 322   | 260  | 246     | 828     |
| 8       | هولندا (NED)           | 301   | 262  | 245     | 808     |
| 9       | بولندا (POL)           | 269   | 265  | 219     | 753     |
| 10      | السويد (SWE)           | 235   | 233  | 178     | 646     |
| 11      | إسبانيا (ESP)          | 221   | 237  | 242     | 700     |
| 12      | ألمانيا (GER)          | 199   | 266  | 253     | 718     |
| 13      | إيطاليا (ITA)          | 167   | 202  | 230     | 599     |
| 14      | أوكرانيا (UKR)         | 149   | 162  | 161     | 472     |
| 15      | إسرائيل (ISR)          | 129   | 125  | 130     | 384     |
| 16      | كوريا الجنوبية (KOR)   | 128   | 116  | 121     | 365     |
| 17      | اليابان (JPN)          | 127   | 139  | 158     | 424     |
| 18      | جنوب إفريقيا (RSA)     | 121   | 95   | 88      | 304     |
| 19      | النرويج (NOR)          | 116   | 105  | 96      | 317     |
| 20      | النمسا (AUT)           | 113   | 128  | 131     | 372     |
| المجموع | المجموع                | 5753  | 5474 | 5278    | 16505   |

## قائمة الرياضات البارالمبية
لقد كانت العديد من الرياضات المختلفة جزءًا من البرنامج البارالمبي في وقت أو آخر.
  يشير هذا اللون إلى توقف الرياضة
| الرياضة           | السنوات         |
| ----------------- | --------------- |
| القوس والسهم      | الكل            |
| ألعاب القوى       | الكل            |
| كرة الريشة        | منذ عام 2020    |
| Basketball ID     | 2000            |
| البوتشيا          | منذ عام 1984    |
| ركوب الدراجات     | منذ عام 1988    |
| Paracanoe         | منذ عام 2016    |
| Dartchery         | 1960–1980       |
| الفروسية          | منذ عام 1996    |
| Football 5-a-side | منذ عام 2004    |
| Football 7-a-side | 1984–2016       |
| كرة الهدف         | منذ عام 1976    |
| الجودو            | منذ عام 1988    |
| Lawn bowls        | 1968–1988, 1996 |
| Paraclimbing      | 2028            |
| Paratriathlon     | منذ عام 2016    |

| الرياضة                        | السنوات              |
| ------------------------------ | -------------------- |
| رفع الأثقال                    | منذ عام 1984         |
| Rowing                         | منذ عام 2008         |
| الإبحار                        | 1996, 2000–2016      |
| الرماية                        | منذ عام 1976         |
| السنوكر                        | 1960–1976, 1984–1988 |
| السباحة                        | الكل                 |
| Taekwondo                      | منذ عام 2020         |
| تنس الطاولة                    | الكل                 |
| الكرة الطائرة                  | منذ عام 1976         |
| Weightlifting                  | 1964–1992            |
| كرة السلة على الكراسي المتحركة | الكل                 |
| المبارزة على الكراسي المتحركة  | الكل                 |
| الرجبي على الكراسي المتحركة    | 1996، منذ عام 2000   |
| التنس على الكراسي المتحركة     | 1988، منذ عام 1992   |
| Wrestling                      | 1980–1984            |

## قائمة الألعاب البارالمبية الصيفية
| الألعاب | السنة | المضيف                                     | افتتحه                                  | التواريخ                    | البلدان     | المتنافسون  | المتنافسون  | المتنافسون  | الرياضات    | الأحداث     | أفضل دولة              |
| الألعاب | السنة | المضيف                                     | افتتحه                                  | التواريخ                    | البلدان     | المجموع     | رجال        | سيدات       | الرياضات    | الأحداث     | أفضل دولة              |
| ------- | ----- | ------------------------------------------ | --------------------------------------- | --------------------------- | ----------- | ----------- | ----------- | ----------- | ----------- | ----------- | ---------------------- |
| 1960    | 1960  | روما، إيطاليا                              | Camillo Giardina                        | 18–25 سبتمبر 1960           | 23          | 400         |             |             | 8           | 57          | إيطاليا (ITA)          |
| 1964    | 1964  | طوكيو، اليابان                             | أكيهيتو                                 | 3–12 نوفمبر 1964            | 21          | 375         | 307         | 68          | 9           | 144         | الولايات المتحدة (USA) |
| 1968    | 1968  | تل أبيب، إسرائيل                           | إيغال آلون                              | 4–13 نوفمبر 1968            | 29          | 750         |             |             | 10          | 181         | الولايات المتحدة (USA) |
| 1972    | 1972  | هايدلبرغ، ألمانيا الغربية                  | غوستاف هاينيمان                         | 2–11 أغسطس 1972             | 41          | 1,004       |             |             | 10          | 187         | ألمانيا الغربية (FRG)  |
| 1976    | 1976  | تورونتو، كندا                              | Lieutenant Governor بولين ميلز ماكجيبون | 3–11 أغسطس 1976             | 32          | 1,657       | 1,404       | 253         | 13          | 447         | الولايات المتحدة (USA) |
| 1980    | 1980  | آرنم، هولندا                               | Princess Margriet                       | 21–30 يونيو 1980            | 42          | 1,973       |             |             | 12          | 489         | الولايات المتحدة (USA) |
| 1984    | 1984  | نيويورك، الولايات المتحدة                  | رونالد ريغان                            | 17–30 يونيو 1984            | 45          | 1,800       |             |             | 15          | 300         | الولايات المتحدة (USA) |
| 1984    | 1984  | ستك مندويل (باكينجهامشير)، المملكة المتحدة | تشارلز الثالث                           | 22 يوليو – 1 أغسطس 1984     | 41          | 1,100       |             |             | 10          | 603         | بريطانيا العظمى (GBR)  |
| 1988    | 1988  | سول، كوريا الجنوبية                        | روو تاي وو                              | 15–24 أكتوبر 1988           | 61          | 3,057       |             |             | 17          | 732         | الولايات المتحدة (USA) |
| 1992    | 1992  | برشلونة، إسبانيا                           | الملكة صوفيا                            | 3–14 سبتمبر 1992            | 82          | 3,020       |             |             | 20          | 555         | الولايات المتحدة (USA) |
| 1992    | 1992  | مدريد، إسبانيا                             | الملكة صوفيا                            | 15–22 سبتمبر 1992           | 75          | 1,600       |             |             | 20          | 555         | الولايات المتحدة (USA) |
| 1996    | 1996  | أتلانتا، الولايات المتحدة                  | آل جور                                  | 16–25 أغسطس 1996            | 104         | 3,259       | 2,469       | 790         | 17          | 508         | الولايات المتحدة (USA) |
| 2000    | 2000  | سيدني، أستراليا                            | ويليام دين (سياسي)                      | 18–29 أكتوبر 2000           | 121         | 3,881       | 2,891       | 990         | 19          | 551         | أستراليا (AUS)         |
| 2004    | 2004  | أثينا، اليونان                             | كونستانتينوس ستيفانوبولوس               | 17–28 سبتمبر 2004           | 136         | 3,806       | 2,646       | 1,160       | 19          | 518         | الصين (CHN)            |
| 2008    | 2008  | بكين، الصين                                | هو جينتاو                               | 6–17 سبتمبر 2008            | 146         | 3,951       |             |             | 19          | 472         | الصين (CHN)            |
| 2012    | 2012  | لندن، المملكة المتحدة                      | إليزابيث الثانية                        | 29 أغسطس – 9 سبتمبر 2012    | 164         | 4,302       |             |             | 20          | 503         | الصين (CHN)            |
| 2016    | 2016  | ريو دي جانيرو، البرازيل                    | ميشال تامر                              | 7–18 سبتمبر 2016            | 159         | 4342        |             |             | 22          | 528         | الصين (CHN)            |
| 2020    | 2020  | طوكيو، اليابان                             | ناروهيتو                                | 24 أغسطس – 5 سبتمبر 2021[a] | 163         | 4,520       |             |             | 22          | 539         | الصين (CHN)            |
| 2024    | 2024  | باريس، فرنسا                               | إيمانويل ماكرون                         | 28 أغسطس – 8 سبتمبر 2024    | 170         | 4,462       |             |             | 22          | 549         | الصين (CHN)            |
| 2028    | 2028  | لوس أنجلوس، الولايات المتحدة               |                                         | 15–27 أغسطس 2028            | حدث مستقبلي | حدث مستقبلي | حدث مستقبلي | حدث مستقبلي | 23          | حدث مستقبلي | حدث مستقبلي            |
| 2032    | 2032  | بريزبان، أستراليا                          |                                         | 24 أغسطس – 5 سبتمبر 2032    | حدث مستقبلي | حدث مستقبلي | حدث مستقبلي | حدث مستقبلي | حدث مستقبلي | حدث مستقبلي | حدث مستقبلي            |
| 2036    | 2036  |                                            |                                         | غير محدد                    | حدث مستقبلي | حدث مستقبلي | حدث مستقبلي | حدث مستقبلي | حدث مستقبلي | حدث مستقبلي | حدث مستقبلي            |